# Arrigo Sacchi
Arrigo Sacchi (Fusignano, Itàlia, 1 d'abril de 1946) és un exfutbolista i entrenador italià. Va ser entrenador de la selecció de futbol d'Itàlia amb la qual va aconseguir el subcampionat del món l'any 1994.

## Trajectòria
Es va iniciar com a futbolista en la posició de defensa, si bé mai va jugar al futbol com a professional. Durant la seva trajectòria com a entrenador va destacar especialment en el seu pas per l'AC Milan amb qui va aconseguir una lliga i dues Copes d'Europa desplegant un futbol de molta qualitat. Això el va portar a dirigir durant 5 anys la selecció nacional amb qui va assolir el subcampionat en la Copa del Món de 1994. Després de tornar a exercir com a entrenador a l'AC Milan, l'Atlètic de Madrid i el Parma, va passar a exercir funcions de director tècnic al club parmesà i al Reial Madrid.

## Palmarès

### AC Milan
- 2 Copa d'Europa: 1989 i 1990
- 2 Copa Intercontinental: 1989 i 1990
- 2 Supercopa d'Europa: 1989 i 1990
- 1 Scudetto: 1988
- 1 Supercopa Italiana: 1988